# Петропавловський округ
Петропа́вловський округ (до 10 травня 1928 року — Кзил-Джа́рський округ; рос. Петропавловский округ) — адміністративна одиниця третього порядку у складі Казакської АСРР, що існувала у 1928—1930 роках. Адміністративний центр — місто Петропавловськ.

## Історія
Кзил-Джарський округ був утворений 17 січня 1928 року у складі Казакської АСРР з частин колишньої Акмолинської губернії: увійшли волості Петропавловського, частина волостей Атбасарського та Кокчетавського повітів.
10 травня 1928 року Кзил-Джарський округ перейменовано в Петропавловський.
23 липня 1930 року було вирішено ліквідувати окружну систему, тобто і Петропавловський округ. 30 листопада 1930 року було вирішено перейти на районну систему після ліквідації округів. 17 грудня 1930 року Петропавловський округ, як і усі інші округи, було ліквідовано, райони були укрупнені та переведені у пряме підпорядкування республіці.

## Склад
Від початку округ складався з 21 району:
- Арик-Балицький район — село Арик-Балик
- Балкашинський район — село Балкашинське
- Бейнеткорський район — селище Кедей
- Булаєвський район — село Булаєво
- Володарський район — село Володарське
- Ворошиловський район — місто Петропавловськ
- Енбекшильдерський район — селище Казгородок
- Жовтневий район — кульпункт біля села Володарське
- Кзил-Аскерський район — селище Орнек
- Кзил-Туський район — аул Кули-Куль
- Кокчетавський район — місто Кокчетав
- Ленінський район — село Явленка
- Прісновський район — село Прісновка
- Прісногірковський район — село Прісногірковське
- Рузаєвський район — село Рузаєвка
- Селянський район — місто Кокчетав
- Тонкерейський район — культпункт біля озера Майбалик
- Трудовий район — місто Петропавловськ
- Урицький район — село Маріїнське
- Червоноармійський район — село Ново-Сухотинське
- Щучинський район — село Щучинське